# آنیتا استریندبری
آنیتا استریندبری (سوئدی: Anita Strindberg؛ زادهٔ ۲۹ مهٔ ۱۹۳۸) بازیگر اهل سوئد است.
از فیلم‌هایی که وی در آن نقش داشته‌است، می‌توان به باکره کوچک، تن‌کامه، دجال، مارمولکی در پوست زن، زنان زندانی بند ۷، دُم عقرب، گناه در وجودت حبس شده و فقط من کلیدش را دارم، شیاطین بال‌دار و دو چهره ترس اشاره کرد.